# Persone di nome Gino/Calciatori
| Questa pagina contiene informazioni ricavate automaticamente dalle voci biografiche con l'ausilio del template Bio e di un bot. L'aggiornamento è periodico e automatico e ricostruisce completamente la pagina. Se manca una persona in questa lista, sei pregato di non aggiungerla, ma accertati piuttosto che la sua voce biografica contenga il template Bio e che i dati anagrafici siano correttamente compilati. Se il template Bio manca, inseriscilo tu stesso o, in alternativa, metti l'avviso {{tmp\|Bio}} che ne segnala la mancanza. Se i dati riportati sono sbagliati, correggi direttamente la voce biografica; le modifiche saranno visibili in questa lista entro pochi giorni. Per chiarimenti vedi il progetto antroponimi. La lista contiene solo le 71 persone che sono citate nell'enciclopedia e per le quali è stato implementato correttamente il template Bio. Pagina aggiornata al 22 lug 2025. |

Questa è una lista di persone presenti nell'enciclopedia che hanno il nome Gino e sono calciatori.

## A(5)
- Gino Albero, calciatore italiano (Busto Arsizio, n. 1913)
- Gino Ambrosio, calciatore italiano (Cividale del Friuli, n. 1913 - † 1992)
- Gino Ansaloni, calciatore italiano (Camposanto, n. 1910 - Bolzano, † 1977)
- Gino Archesso, calciatore italiano (San Giorgio di Nogaro, n. 1907 - Palmanova, † 1989)
- Gino Armano, calciatore e allenatore di calcio italiano (Litta Parodi, n. 1927 - Litta Parodi, † 2003)

## B(8)
- Gino Baggiani, calciatore e allenatore di calcio italiano (Empoli, n. 1911 - † 1973)
- Gino Bellotti, calciatore italiano (Bressana Bottarone, n. 1909)
- Gino Bellotto, calciatore e allenatore di calcio italiano
- Gino Bertucco, calciatore italiano (Buttapietra, n. 1937 - Sanremo, † 2020)
- Gino Bolognese, calciatore italiano (Nogara, n. 1910 - Goito, † 1943)
- Gino Bonzi, calciatore italiano (Brescia, n. 1911 - Brescia, † 1974)
- Gino Bosz, calciatore olandese (Rotterdam, n. 1993)
- Gino Brenco, calciatore e allenatore di calcio italiano (Pola, n. 1908)

## C(12)
- Gino Camerario, calciatore italiano (Manduria, n. 1919 - Torino, † 1993)
- Gino Cantoni, calciatore italiano (Udine, n. 1922 - Udine, † 2008)
- Gino Cereseto, calciatore italiano (Genova, n. 1925)
- Gino Clara, calciatore argentino (Avellaneda, n. 1988)
- Gino Colaussi, calciatore e allenatore di calcio italiano (Gradisca d'Isonzo, n. 1914 - Trieste, † 1991)
- Gino Corazza, calciatore italiano (Padova, n. 1894 - Padova, † 1959)
- Gino Corradini, calciatore, allenatore di calcio e dirigente sportivo italiano (Suzzara, n. 1929 - † 1992)
- Gino Corsini, calciatore italiano (Vada, n. 1907 - † 1999)
- Gino Cortellezzi, ex calciatore e allenatore di calcio italiano (Saronno, n. 1926)
- Gino Cossaro, ex calciatore italiano (Udine, n. 1962)
- Gino Costenaro, calciatore e allenatore di calcio italiano (Breganze, n. 1912 - Prata di Pordenone, † 1997)
- Gino Coutinho, ex calciatore olandese ('s-Hertogenbosch, n. 1982)

## D(4)
- Gino De Biasi, calciatore italiano (Mestre, n. 1907 - Treviso, † 1954)
- Gino De Biasi, calciatore italiano (Cividale del Friuli, n. 1905)
- Gino Delle Fratte, calciatore italiano (Roma, n. 1905 - Roma, † 1951)
- Gino Demi, calciatore italiano (Collesalvetti, n. 1901 - † 1983)

## F(4)
- Gino Callegari, calciatore italiano (Padova, n. 1911 - Genova, † 1954)
- Gino Favini, calciatore italiano (Varallo Pombia, n. 1913)
- Gino Fechner, calciatore tedesco (Bochum, n. 1997)
- Gino Felixdaal, ex calciatore olandese (Amsterdam, n. 1990)

## G(5)
- Gino Gagliardelli, ex calciatore italiano (Castelvetro di Modena, n. 1946)
- Gino Gardassanich, calciatore italiano (Fiume, n. 1922 - Hinsdale, † 2010)
- Gino Gibelli, calciatore italiano (Genova, n. 1882 - Genova, † 1951)
- Gino Giuberti, calciatore italiano (Parma, n. 1912)
- Gino Gori, calciatore italiano (Prato, n. 1913)

## I(2)
- Gino Infantino, calciatore argentino (Rosario, n. 2003)
- Gino Iorgulescu, ex calciatore rumeno (Giurgiu, n. 1956)

## J(1)
- Gino Jacoponi, calciatore italiano (Livorno, n. 1899 - Livorno, † 1972)

## L(2)
- Gino Lamon, calciatore italiano (Castelfranco Veneto, n. 1903 - Castelfranco Veneto, † 1975)
- Gino Lemmetti, calciatore italiano (Viareggio, n. 1907)

## M(6)
- Gino Maes, ex calciatore belga (Bruges, n. 1957)
- Gino Magrini, calciatore italiano
- Gino Manni, calciatore e allenatore di calcio italiano (Colle di Val d'Elsa, n. 1916 - Colle di Val d'Elsa, † 1992)
- Gino Menozzi, ex calciatore italiano (Rio Saliceto, n. 1930)
- Gino Merlo, calciatore italiano (Busto Arsizio, n. 1917 - Livorno, † 2005)
- Gino Mulder, ex calciatore olandese (n. 1987)

## O(3)
- Gino Olivati, calciatore italiano
- Gino Orlando, calciatore brasiliano (San Paolo, n. 1929 - San Paolo, † 2003)
- Gino Ottier, calciatore italiano (Roma, n. 1902 - Roma, † 1984)

## P(6)
- Gino Pasin, calciatore italiano (Vicenza, n. 1915)
- Gino Pellacini, calciatore italiano
- Gino Pensotti, calciatore italiano (Vercelli, n. 1903)
- Gino Perani, calciatore italiano (Parre, n. 1905 - Bergamo, † 1982)
- Gino Peruzzi, calciatore argentino (Corral de Bustos, n. 1992)
- Gino Piccinini, calciatore italiano (Ortona, n. 1913)

## R(2)
- Gino Rimoldi, calciatore italiano
- Gino Rossetti, calciatore e allenatore di calcio italiano (La Spezia, n. 1904 - Torino, † 1992)

## S(3)
- Gino Santilli, calciatore argentino (Empalme Villa Constitución, n. 2001)
- Gino Sassetti, calciatore italiano (Livorno, n. 1908 - Roma, † 1994)
- Gino Stacchini, ex calciatore e allenatore di calcio italiano (San Mauro Pascoli, n. 1938)

## V(5)
- Gino Vaghini, calciatore italiano (Piacenza, n. 1923 - Piacenza, † 2003)
- Gino Vallesella, calciatore italiano (Vicenza, n. 1887 - Vicenza, † 1933)
- Gino Vandelli, calciatore italiano (Modena, n. 1902 - Sassuolo, † 1976)
- Gino Vasirani, calciatore italiano (Reggio Emilia, n. 1921 - Reggio Emilia, † 2010)
- Gino van Kessel, calciatore olandese (Alkmaar, n. 1993)

## Z(3)
- Gino Zanni, calciatore italiano (Udine, n. 1910 - Modena, † 1986)
- Gino Zappetti, calciatore italiano (Pola, n. 1933 - Messina, † 2023)
- Gino Zorzi, calciatore italiano